# Mausolée de Shah Shamsuddin Sabzwari
 (septembre 2024).
Le  Mausolée de Shah Shamsuddin Sabzwari  est un édifice situé à Multan, dans le Pendjab au Pakistan. Il fut construit pour le saint Shamsuddin Sabzwari et complété en 1276.